# Homoeonema
Genre
Homoeonema est un genre de Trachyméduses (hydrozoaires) de la famille des Halicreatidae.

## Liste d'espèces
Selon World Register of Marine Species (4 avril 2016), Homoeonema comprend l'espèce suivante :
- Homoeonema platygonon Maas, 1893